# Drávatamási
Drávatamási je obec v Maďarsku. Leží v župě Somogy v okrese Barcs u národního parku Duna Dráva.
Při sčítání lidu v roce 2011 zde žilo 398 obyvatel. Podle tohoto sčítání z nich bylo 70,33 % maďarské, 19,05 % chorvatské a 8,42 % romské národnosti. Z náboženského pohledu bylo 33,7 % obyvatel vyznání římskokatolického, 4,52 % vyznávala protestantismus a 1,26 % bylo bez vyznání.